# Monoklonius
Monoklonius (Monoclonius) – rodzaj dinozaura z rodziny ceratopsów (Ceratopsidae).
Żył w okresie późnej kredy (ok. 78–74 mln lat temu) na terenach Ameryki Północnej. Długość ciała do 6 m. Jego szczątki znaleziono w USA (stan Montana) w formacji Judith River.
Monoklonius znaczy "jeden trzonek" i odnosi się do budowy zębów, a nie jak się powszechnie sądzi do pojedynczego rogu na nosie. Jest mylony z centrozaurem. Zapewne był stadnym roślinożercą.
Obecnie uważa się pierwotny materiał typowego gatunku za diagnostyczny na podstawie cech kości ciemieniowej (znajdującej się na górnej części kryzy). Kość ta różni się od innych centrozaurynów prostym brzegiem i jest dość cienka. Te cechy są powszechne u niedorosłych przedstawicieli tej podrodziny. Pozwala to przypuszczać, że są to szczątki właśnie niewyrośniętego osobnika.

## Historia taksonomii monokloniusa
Monoclonius został nazwany przez Edwarda Drinkera Cope'a jako trzeci z odkrytych ceratopsów (po rodzajach Agathaumas i Polyonax) i jako jedyny z nich miał jakąkolwiek ważność. Cope odkrył większość szkieletu tego gada w roku 1876 w Montanie i opisał go jako hadrozauryda. Brakowało tylko stóp i końca rogu, a strukturę, która była jego początkiem nie rozpoznał jako róg.
Po opisaniu przez Othniela Charlesa Marsha w roku 1889 rodzaju Triceratops, Cope przeanalizował ponownie szczątki Monoclonius i zaliczył do tego rodzaju jeszcze trzy inne gatunki, charakteryzujące się posiadaniem jednego długiego rogu nosowego. Później John Bell Hatcher kontynuował poświęconą ceratopsom monografię Marsha. Przebadał typowy okaz M. crassus i uznał, że jedyną częścią czaszki, którą można zaliczyć do tego osobnika (cały był nieartykułowany) jest lewa połowa kości ciemieniowej znajdującej się na górnej części kryzy. Nie mógł natomiast żadnej z kilku kości łuskowych (znajdujących się po bokach kryzy) zaliczonych poprzednio do typowego osobnika. Stwierdził także, że róg nadoczny nie należy do tego okazu.
Po publikacji Cope'a miała miejsce tendencja do opisywana wszelkiego materiału z warstw Judith River jako Monoclonius. Pierwsze dinozaury odkryte w Kanadzie to trzy ceratopsy opisane w 1902 roku przez Lawrence'a Lambe'a na podstawie niekompletnych czaszek. Wszystkie zaliczono do rodzaju Monoclonius jako nowe gatunki.
W 1904 roku Lambe opisał rodzaj Centrosaurus na podstawie materiału zaliczonego dwa lata wcześniej do monokloniusa. Nowe okazy zebrane przez Charlesa Hazeliusa Sternberga przypieczętowały odrębność dwóch rodzajów. W 1914 Barnum Brown dokonał rewizji monokloniusa i centrozaura, unieważniając wszystkie gatunki rodzaju Monoclonius oprócz typowego M. crassus. Uznał on, że holotyp monokloniusa pochodzi od starego osobnika i został uszkodzony przez erozję, a także zsynonimizował oba zwierzęta. Rok później Lambe odpowiedział Brownowi w nowym artykule będącym rewizją grupy Ceratopsia. Dla M. dawsoni ustanowił nowy rodzaj - Brachyceratops, a dla M. sphenocerus – Styracosaurus. Materiał należący do gatunku typowego natomiast uznał za niediagnostyczny, głównie za sprawą uszkodzeń oraz braku rogu nosowego. Lambe przydzielił ustanowiony przez Browna M. flexus do Centrosaurus apertus - typowego gatunku centrozaura. Brown w kolejnej pracy o centrozaurynach z Alberty po raz pierwszy opisał kompletny szkielet ceratopsa, którego nazwał Monoclonius nasicornis i opisał jeszcze jeden gatunek tego rodzaju - M. cutleri.
Zagadnienie pozostawało nierozstrzygnięte przez wiele następnych lat, do czasu gdy Richard Swann Lull opublikował pracę "Revision of Ceratopsia" (Rewizja ceratopsów) w roku 1933. Znalazły się w niej wszystkie znane wtedy ceratopsy. Lull opisał kolejnego osobnika z Alberty oznaczonego YPM 2015 jako Monoclonius (Centrosaurus) flexus i uznał Centrosaurus za młodszy synonim Monoclonius, jednak wyraźnie różny od centrozaura, aby otrzymać rangę podrodzaju. Ten okaz jest wystawiony w Yale's Peabody Museum w ciekawy sposób - lewa połowa to szkielet, a prawa to rekonstrukcja przyżyciowa. Charles Mortram Sternberg, syn Charlesa Hazeliusa Sternberga, w roku 1940 stanowczo stwierdził obecność podobnych do monokloniusa form w Albercie. Nie znaleziono natomiast żadnych nowych osobników od roku 1876 w Montanie. Sternberg wskazał różnice zatwierdzające odrębność obu rodzajów. Rodzaj Monoclonius jest rzadszy i znajdowany we wcześniejszych osadach niż Centrosaurus, co pozwala przypuszczać, że Monoclonius jest przodkiem Centrosaurus.

## "Monoclonius" recurvicornis
Tak nazwano puszkę mózgową, trzy rogi, kłykieć potyliczny i inne izolowane fragmenty czaszki, należące do niedorosłego osobnika, znalezione w formacji Judith River (Wedge) w Montanie. Nazwa rodzajowa wymaga zmiany, ponieważ różni się on od rodzaju Monoclonius. "M." recurvicornis jest przeważnie uważany za nieokreślonego ceratopsyda, jednak fragmentaryczny holotyp ma intrygujące i unikalne cechy. Kształt i rozmiary rogów są zupełnie inne niż u znanych centrozaurynów i Ceratopsinae (chasmozaurów). Mają 21 cm wysokości, są lekko skrzywione. Są zupełnie inaczej zbudowane niż u chasmozaura - jedynego chasmozauryna z krótkimi rogami zaocznymi. Róg zaoczodołowy wyrasta z osobnego centrum skostnienia co może być unikalne wśród ceratopsów. Róg nosowy jest pomniejszoną wersją rogu, który posiadał einiozaur, i podobnie jak u innych niedorosłych centrozaurynów jest rozdzielony na dwie połówki. Te cechy, niespotykane u innych ceratopsów, prawdopodobnie są diagnostyczne i pozwalają na utworzenie nowego rodzaju.

## Gatunki
- Monoclonius Cope, 1876 nomen dubium?
- M. crassus Cope, 1876 (typowy) nomen dubium?
- M. albertensis (Lambe, 1913 synonim Styracosaurus albertensis
- M. apertus (Lambe, 1904 synonim Centrosaurus apertus
- M. belli Lambe, 1902 synonim Chasmosaurus belli
- M. canadensis Lambe, 1902 synonim Chasmosaurus belli
- M. cutleri (nomen dubium) Brown, 1917 synonim Centrosaurus apertus
- M. dawsoni (nomen dubium) Lambe, 1902 prawdopodobnie synonim Centrosaurus apertus
- M. flexus Brown, 1914 synonim Centrosaurus apertus
- M. lowei Sternberg, 1940 prawdopodobnie synonim M. crassus
- M. nasicornis Brown, 1917 synonim Centrosaurus nasicornis
- M. ovatus (Gilmore, 1930) synonim Styracosaurus ovatus
- M. sphenocerus (nomen dubium) Cope, 1889 prawdopodobnie synonim Styracosaurus albertensis
- "M. makeli" (nomen nudem) Czerkas i Czerkas, 1990 synonim  Einiosaurus procurvicornis
- "M." fissus (nomen dubium) Cope, 1876 Ceratopsidae incertae sedis
- "M." recurvicornis (nomen dubium?) Cope, 1889 Ceratopsidae incertae sedis